# Chancé
Chancé är en kommun i departementet Ille-et-Vilaine i regionen Bretagne i nordvästra Frankrike. Kommunen ligger i kantonen Châteaugiron som tillhör arrondissementet Rennes. År 2018 hade Chancé 301 invånare.

## Befolkningsutveckling
Antalet invånare i kommunen Chancé
Referens:INSEE